# Atrichops crassipes
Atrichops crassipes är en tvåvingeart som först beskrevs av Johann Wilhelm Meigen 1820.  Atrichops crassipes ingår i släktet Atrichops och familjen bäckflugor. Inga underarter finns listade i Catalogue of Life.